# Gnathophis smithi
Gnathophis smithi is een straalvinnige vissensoort uit de familie van zeepalingen (Congridae). De wetenschappelijke naam van de soort is voor het eerst geldig gepubliceerd in 1990 door Karmovskaya.